# Berlin-Pavillon (Hansaviertel)

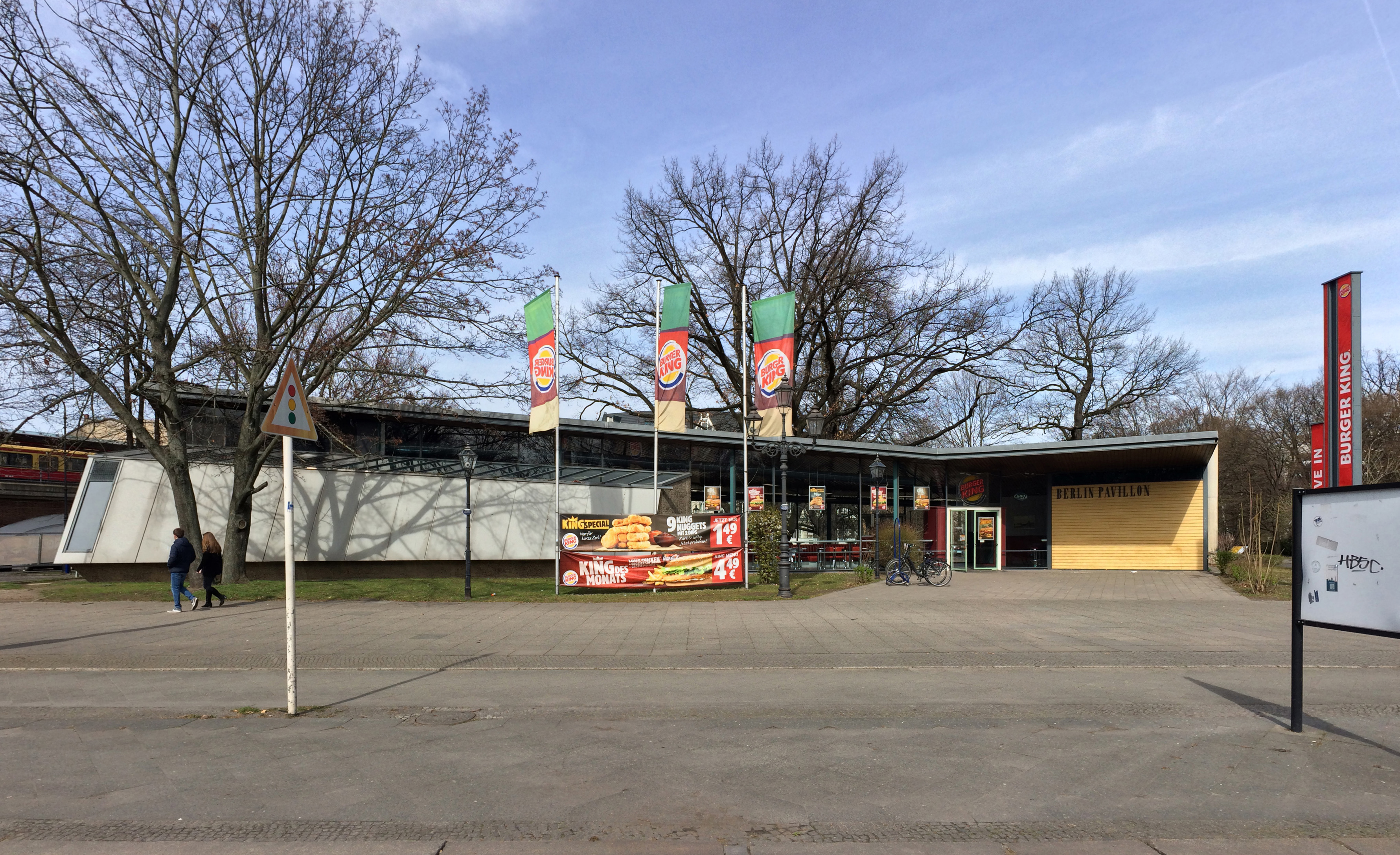
Berlin-Pavillon, 2017

Der Berlin-Pavillon befindet sich in der Straße des 17. Juni Ecke Klopstockstraße im Berliner Ortsteil Hansaviertel. Er wurde 1957 von Hermann Fehling, Daniel Gogel und Peter Pfankuch zur Internationalen Bauausstellung Interbau errichtet und steht unter Denkmalschutz. Der als Eingangshalle zur Interbau errichtete Pavillon beherbergte 1957 eine Ausstellung zum Wiederaufbau des Berliner Hansaviertels. Nach Ende der Interbau wurden Bauplanungen des Senats – insbesondere der Stadtautobahn – als Architekturmodelle im Maßstab 1:1000 gezeigt. Neben den 450 m² Ausstellungsfläche verfügte der Flachbau über mehrere Konferenzräume und ein Restaurant.
Nach einer 1987 durch Daniel Gogel vorgenommenen Erweiterung um Küche, Keller und Personalräume wurde das Gebäude bis 2003 durch die Senatsbauverwaltung weiter genutzt, um Ausstellungen zu veranstalten. Nach dem Verkauf durch den Liegenschaftsfonds im Jahr 2003 wurde er von den Architekten Petra und Paul Kahlfeldt für die neue Nutzung als Filiale von Burger King umgebaut, die schließlich im Dezember 2005 eröffnete. Skeptische Äußerungen und Befürchtungen zum Verkauf und Umbau haben sich nicht bestätigt, da die Architektur trotz Umbau kaum geändert wurde.
Am Berlin-Pavillon ernannte sich 1966 der Künstler Ben Wagin zum „Baumpaten“ und begann damit sein künstlerisches Engagement für die vom Menschen bedrohte Umwelt.
Vor dem Pavillon befanden sich einige Exponate des Gaslaternen-Freilichtmuseum Berlin, einer Ausstellung von 90 historischen und modernen Gasleuchten.